# Đường cao tốc Saemangeum–Pohang
Đường cao tốc Saemangeum–Pohang (Tiếng Hàn: 새만금포항고속도로; Hanja: 새萬金浦項高速道路) là một đường cao tốc ở Hàn Quốc  có số hiệu tuyến là 20 chạy từ đông sang tây nối Jinbong-myeon, Gimje-si, Jeonbuk và kết thúc tại Heunghae-eup, Buk-gu, Pohang-si, Gyeongsangbuk-do.

## Chi tiết tuyến đường

### Số làn đường
- Sanggwan JC ~ Jangsu JC, Palgongsan IC ~ Hwasan JC, Gigye JC (Dự kiến) ~ Pohang IC : Khứ hồi 4 làn xe
- Hwasan JC ~ Gigye JC (Dự kiến): Khứ hồi 6 làn xe

### Giới hạn tốc độ
- Tối đa 100 km/h, Tối thiểu 50 km/h

### Đường hầm
Đoạn Wanju ~ Jangsu
| Tên hầm       | Vị trí                                             | Chiều dài | Năm hoàn thành | Ghi chú         |
| ------------- | -------------------------------------------------- | --------- | -------------- | --------------- |
| Hầm Sangwan 2 | Uiam-ri, Sangwan-myeon, Wanju-gun, Jeonbuk         | 356m      | 2007           | Hướng đi Wanju  |
| Hầm Sangwan 2 | Uiam-ri, Sangwan-myeon, Wanju-gun, Jeonbuk         | 336m      | 2007           | Hướng đi Jangsu |
| Hầm Gomti     | Sedong-ri, Bugwi-myeon, Jinan-gun, Jeonbuk         | 2,281m    | 2007           | Hướng đi Wanju  |
| Hầm Gomti     | Sedong-ri, Bugwi-myeon, Jinan-gun, Jeonbuk         | 2,307m    | 2007           | Hướng đi Jangsu |
| Hầm Bugwi 1   | Sinjeong-ri, Bugwi-myeon, Jinan-gun, Jeonbuk       | 698m      | 2007           |                 |
| Hầm Bugwi 2   | Sinjeong-ri, Bugwi-myeon, Jinan-gun, Jeonbuk       | 810m      | 2007           |                 |
| Hầm Jinan 1   | Yeonjang-ri, Jinan-eup, Jinan-gun, Jeonbuk         | 239m      | 2007           | Hướng đi Wanju  |
| Hầm Jinan 1   | Yeonjang-ri, Jinan-eup, Jinan-gun, Jeonbuk         | 283m      | 2007           | Hướng đi Jangsu |
| Hầm Jinan 2   | Jeonggok-ri, Jinan-eup, Jinan-gun, Jeonbuk         | 678m      | 2007           | Hướng đi Wanju  |
| Hầm Jinan 2   | Jeonggok-ri, Jinan-eup, Jinan-gun, Jeonbuk         | 690m      | 2007           | Hướng đi Jangsu |
| Hầm Jinan 3   | Juksan-ri, Jinan-eup, Jinan-gun, Jeonbuk           | 439m      | 2007           | Hướng đi Wanju  |
| Hầm Jinan 3   | Juksan-ri, Jinan-eup, Jinan-gun, Jeonbuk           | 434m      | 2007           | Hướng đi Jangsu |
| Hầm Banggok   | Chunsong-ri, Cheoncheon-myeon, Jangsu-gun, Jeonbuk | 928m      | 2007           |                 |
| Hầm Jangsu    | Chimgok-ri, Gyenam-myeon, Jangsu-gun, Jeonbuk      | 2,676m    | 2007           | Hướng đi Wanju  |
| Hầm Jangsu    | Chimgok-ri, Gyenam-myeon, Jangsu-gun, Jeonbuk      | 2,700m    | 2007           | Hướng đi Jangsu |

Đoạn Daegu ~ Pohang
| Tên hầm      | Vị trí                                                   | Chiều dài | Năm hoàn thành | Ghi chú         |
| ------------ | -------------------------------------------------------- | --------- | -------------- | --------------- |
| Hầm Dopyeong | Pyeonggwang-dong, Dong-gu, Daegu                         | 710m      | 2004           |                 |
| Hầm Baekan   | Baekan-dong, Dong-gu, Daegu                              | 550m      | 2004           | Hướng đi Daegu  |
| Hầm Baekan   | Baekan-dong, Dong-gu, Daegu                              | 590m      | 2004           | Hướng đi Pohang |
| Hầm Wachon   | Eumyang-ri, Wachon-myeon, Gyeongsan-si, Gyeongsangbuk-do | 2,990m    | 2004           | Hướng đi Daegu  |
| Hầm Wachon   | Eumyang-ri, Wachon-myeon, Gyeongsan-si, Gyeongsangbuk-do | 2,992m    | 2004           | Hướng đi Pohang |
| Hầm Hwanam   | Jukgok-ri, Hwanam-myeon, Yeongcheon-si, Gyeongsangbuk-do | 50m       | 2004           |                 |
| Hầm Imgo 1   | Geumdae-ri, Imgo-myeon, Yeongcheon-si, Gyeongsangbuk-do  | 1,330m    | 2004           | Hướng đi Daegu  |
| Hầm Imgo 1   | Geumdae-ri, Imgo-myeon, Yeongcheon-si, Gyeongsangbuk-do  | 1,280m    | 2004           | Hướng đi Pohang |
| Hầm Imgo 2   | Sa-ri, Imgo-myeon, Yeongcheon-si, Gyeongsangbuk-do       | 622m      | 2004           | Hướng đi Daegu  |
| Hầm Imgo 2   | Sa-ri, Imgo-myeon, Yeongcheon-si, Gyeongsangbuk-do       | 620m      | 2004           | Hướng đi Pohang |
| Hầm Imgo 3   | Sa-ri, Imgo-myeon, Yeongcheon-si, Gyeongsangbuk-do       | 368m      | 2004           | Hướng đi Daegu  |
| Hầm Imgo 3   | Sa-ri, Imgo-myeon, Yeongcheon-si, Gyeongsangbuk-do       | 426m      | 2004           | Hướng đi Pohang |
| Hầm Imgo 4   | Suseong-ri, Imgo-myeon, Yeongcheon-si, Gyeongsangbuk-do  | 1,690m    | 2004           |                 |
| Hầm Daljeon  | Dasan-ri, Gangdong-myeon, Gyeongju-si, Gyeongsangbuk-do  | 1,060m    | 2004           | Hướng đi Daegu  |
| Hầm Daljeon  | Dasan-ri, Gangdong-myeon, Gyeongju-si, Gyeongsangbuk-do  | 1,040m    | 2004           | Hướng đi Pohang |

### Cầu
| Đoạn Wanju ~ Jangsu - Cầu Gyemin 1 - Cầu Gyemin 2 - Cầu Gyemin 3 - Cầu Gyemin 5 - Cầu Mandeok - Cầu Sedong - Cầu Maryeong - Cầu Yeongjang 1 - Cầu Jinan - Cầu Yeongjang 2 - Cầu Dangyang 1 - Cầu Dangyang 2 - Cầu Jinan IC - Cầu Guryong 1 - Cầu Guryong 2 - Cầu Mulgok - Cầu Ocheon 1 - Cầu Ocheon 2 - Cầu Ocheon 3 - Cầu Cheoncheon - Cầu Gyenam | Đoạn Daegu ~ Pohang - Cầu Dodong IC - Cầu Dodong 1 - Cầu Dodong - Cầu Dodong 2 - Cầu Pyeonggwang - Cầu Jinin 2 - Cầu Shinhan 1 - Cầu Shinhan 2 - Cầu Wachon - Cầu Baksa 1 - Cầu Baksacheon - Cầu Boseong - Cầu Hwasan - Cầu Sambucheon - Cầu Gohyeoncheon - Cầu Shinho 2 - Cầu Jukgok 1 - Cầu Jukgok 2 - Cầu Deogyeon 1 - Cầu Sammae - Cầu Jahocheon - Cầu Sadong 1 - Cầu Sadong 2 - Cầu Sadong 1 - Cầu Imgocheon - Cầu Suseong 2 - Cầu Suseong 1 - Cầu Gigye 1 - Cầu Gigye 2 - Cầu Gigye 3 - Cầu Gigye 4 - Cầu Jiga - Cầu Hyeonnae 1 - Cầu Hwadaecheon - Cầu Naedan 2 - Cầu Naedan 1 - Cầu Dasan 1 - Cầu Dasan 2 - Cầu Hakjeon 3 |

## Nút giao thông · Giao lộ
- IC: Nút giao, JC: Nút giao, SA: Khu dịch vụ, TG:Trạm thu phí
- Đơn vị đo khoảng cách là km.
- Màu hồng (■): Phần ngoài đường cao tốc

Đoạn Wanju ~ Jangsu và Daegu ~ Pohang
| Số                                                                              | Tên                                                                             | Tên                                                                             | Khoảng cách                                                                     | Tổng khoảng cách                                                                | Kết nối                                                                                                   | Vị trí                                                                          | Vị trí                                                                          | Ghi chú                                                                                     |
| Số                                                                              | Tiếng Anh                                                                       | Hangul                                                                          | Khoảng cách                                                                     | Tổng khoảng cách                                                                | Kết nối                                                                                                   | Vị trí                                                                          | Vị trí                                                                          | Ghi chú                                                                                     |
| Đang xây dựng Kết nối trực tiếp với Tuyến nhánh Đường cao tốc Saemangeum–Pohang | Đang xây dựng Kết nối trực tiếp với Tuyến nhánh Đường cao tốc Saemangeum–Pohang | Đang xây dựng Kết nối trực tiếp với Tuyến nhánh Đường cao tốc Saemangeum–Pohang | Đang xây dựng Kết nối trực tiếp với Tuyến nhánh Đường cao tốc Saemangeum–Pohang | Đang xây dựng Kết nối trực tiếp với Tuyến nhánh Đường cao tốc Saemangeum–Pohang | Đang xây dựng Kết nối trực tiếp với Tuyến nhánh Đường cao tốc Saemangeum–Pohang                           | Đang xây dựng Kết nối trực tiếp với Tuyến nhánh Đường cao tốc Saemangeum–Pohang | Đang xây dựng Kết nối trực tiếp với Tuyến nhánh Đường cao tốc Saemangeum–Pohang | Đang xây dựng Kết nối trực tiếp với Tuyến nhánh Đường cao tốc Saemangeum–Pohang             |
| ------------------------------------------------------------------------------- | ------------------------------------------------------------------------------- | ------------------------------------------------------------------------------- | ------------------------------------------------------------------------------- | ------------------------------------------------------------------------------- | --- | ------------------------------------------------------------------------------- | ------------------------------------------------------------------------------- | ------------------------------------------------------------------------------------------- |
|                                                                                 | Sanggwan JC                                                                     | 상관 분기점                                                                     | -                                                                               | 55.10                                                                           | Tuyến nhánh Đường cao tốc Saemangeum–Pohang                                                               | Jeonbuk                                                                         | Wanju-gun                                                                       | Chưa mở                                                                                     |
| SA                                                                              | Jinan Maisan SA                                                                 | 진안마이산휴게소                                                                |                                                                                 |                                                                                 | | Jeonbuk                                                                         | Jinan-gun                                                                       | Cả 2 hướng                                                                                  |
| 4                                                                               | Jinan                                                                           | 진안                                                                            | 18.63                                                                           | 73.73                                                                           | Quốc lộ 30 (Jinmu-ro)                                                                                     | Jeonbuk                                                                         | Jinan-gun                                                                       |                                                                                             |
| 5                                                                               | Jangsu                                                                          | 장수                                                                            | 15.79                                                                           | 89.52                                                                           | Quốc lộ 19 (Jangmuro·Jangsu-ro)                                                                           | Jeonbuk                                                                         | Jangsu-gun                                                                      |                                                                                             |
| 6                                                                               | Jangsu JC                                                                       | 장수 분기점                                                                     | 2.06                                                                            | 91.58                                                                           | Đường cao tốc Tongyeong–Daejeon                                                                           | Jeonbuk                                                                         | Jangsu-gun                                                                      | Điểm cuối Jangsu                                                                            |
| Đã quy hoạch                                                                    |                                                                                 |                                                                                 |                                                                                 |                                                                                 | |                                                                                 |                                                                                 |                                                                                             |
|                                                                                 | Palgongsan                                                                      | 팔공산                                                                          | -                                                                               | -                                                                               | Palgong-ro                                                                                                | Daegu                                                                           | Dong-gu                                                                         | Nút giao đồng mức                                                                           |
| TG                                                                              | Palgongsan TG                                                                   | 팔공산 요금소                                                                   | -                                                                               | 0.00                                                                            | | Daegu                                                                           | Dong-gu                                                                         | Trạm thu phí chính Điểm đầu Daegu                                                           |
| 21                                                                              | Dodong JC                                                                       | 도동 분기점                                                                     |                                                                                 |                                                                                 | Đường cao tốc Gyeongbu Đường cao tốc Jungang                                                              | Daegu                                                                           | Dong-gu                                                                         |                                                                                             |
| SA                                                                              | Wachon SA                                                                       | 와촌휴게소                                                                      |                                                                                 |                                                                                 | | Gyeongsangbuk-do                                                                | Gyeongsan-si                                                                    | Hướng đi Pohang                                                                             |
| 22                                                                              | Cheongtong-Wachon                                                               | 청통와촌                                                                        | 17.90                                                                           | 18.00                                                                           | Tỉnh lộ 919 (Geumsong-ro)                                                                                 | Gyeongsangbuk-do                                                                | Yeongcheon-si                                                                   |                                                                                             |
| SA                                                                              | Cheongtong SA                                                                   | 청통휴게소                                                                      |                                                                                 |                                                                                 | | Gyeongsangbuk-do                                                                | Yeongcheon-si                                                                   | Hướng đi Daegu                                                                              |
| 22-1                                                                            | Hwasan JC                                                                       | 화산 분기점                                                                     |                                                                                 |                                                                                 | Đường cao tốc Sangju–Yeongcheon                                                                           | Gyeongsangbuk-do                                                                | Yeongcheon-si                                                                   | Trong trường hợp hướng Pohang, không thể vào Đường cao tốc Sangju–Yeongcheon (Hướng Sangju) |
| 23                                                                              | N.Yeongcheon                                                                    | 북영천                                                                          | 10.57                                                                           | 28.57                                                                           | Quốc lộ 35 (Cheonmun-ro)                                                                                  | Gyeongsangbuk-do                                                                | Yeongcheon-si                                                                   |                                                                                             |
| 23-1                                                                            | Imgo                                                                            | 임고                                                                            | 9.05                                                                            | 37.62                                                                           | Tỉnh lộ 69 (Poeun-ro)                                                                                     | Gyeongsangbuk-do                                                                | Yeongcheon-si                                                                   | Nút giao thông chỉ sử dụng Hi-pass Chỉ vào hướng Daegu và ra hướng Pohang                   |
| SA                                                                              | Yeongcheon SA                                                                   | 영천휴게소                                                                      |                                                                                 |                                                                                 | | Gyeongsangbuk-do                                                                | Yeongcheon-si                                                                   | Cả 2 hướng                                                                                  |
| 24                                                                              | W.Pohang                                                                        | 서포항                                                                          |                                                                                 |                                                                                 | Quốc lộ 31                                                                                                | Gyeongsangbuk-do                                                                | Pohang-si                                                                       |                                                                                             |
| TG                                                                              | Pohang TG                                                                       | 포항요금소                                                                      |                                                                                 |                                                                                 | | Gyeongsangbuk-do                                                                | Pohang-si                                                                       | Trạm thu phí chính                                                                          |
| 25                                                                              | Hakjeon                                                                         | 학전                                                                            | 8.40                                                                            | 67.76                                                                           | Quốc lộ 31                                                                                                | Gyeongsangbuk-do                                                                | Pohang-si                                                                       | Chỉ vào hướng Daegu và ra hướng Pohang                                                      |
| 26                                                                              | Pohang                                                                          | 포항                                                                            | 1.32                                                                            | 69.08                                                                           | Quốc lộ 7 (Sotijae-ro) Quốc lộ 28 (Donghae-daero) Quốc lộ 31 (Yeongilman-daero·Saemaeul-ro) Huimang-daero | Gyeongsangbuk-do                                                                | Pohang-si                                                                       |                                                                                             |
|                                                                                 | Pohang                                                                          | 포항 종점                                                                       | 0.29                                                                            | 69.37                                                                           | | Gyeongsangbuk-do                                                                | Pohang-si                                                                       |                                                                                             |
| Kết nối trực tiếp với Huimang-daero                                             |                                                                                 |                                                                                 |                                                                                 |                                                                                 | |                                                                                 |                                                                                 |                                                                                             |

## Khu vực đi qua
Jeonbuk
- Gimje-si (Jinbong-myeon · Seongdeok-myeon · Mangyeong-eup · Baeksan-myeon · Mangyeong-eup · Baeksan-myeon · Heungsa-dong · Baeksan-myeon · Sangdong-dong · Yongji-myeon) - Wanju-gun (Iseo-myeon) - Gimje-si (Geumgu-myeon) - Jeonju-si Wansan-gu (Yongbok-dong · Jungin-dong · Wondang-dong · Seokgu-dong) - Wanju-gun (Gui-myeon) - Jeonju-si Wansan-gu (Daeseong-dong · Saekjang-dong) - Deokjin-gu Ua-dong 1-ga)) - Wanju-gun (Sangwan-myeon · Soyang-myeon) - Jinan-gun (Bugwi-myeon · Maryeong-myeon · Jinan-eup) - Jangsu-gun (Cheoncheon-myeon · Gyenam-myeon · Janggye-myeon)

Daegu
- Dong-gu (Do-dong · Pyeonggwang-dong · Baekan-dong · Jinin-dong · Neungseong-dong)

Gyeongsangbuk-do
- Gyeongsan-si (Wachon-myeon) - Yeongcheon-si (Cheongtong-myeon · Hwasan-myeon · Maesan-dong · Hwanam-myeon · Imgo-myeon) - Pohang-si Buk-gu (Gyegi-myeon) - Gyeongju-si (Gangdong-myeon) - Pohang-si Nam-gu (Yeonil-eup) - Buk-gu (Heunghae-eup) - Nam-gu (Yeonil-eup) - Buk-gu (Heunghae-eup)

## Liên kết
- MOLIT Chính phủ Hàn Quốc, Bộ nhà đất, hạ tầng và giao thông vận tải Hàn Quốc